# Rolf Weih
Rolf Weih, född 8 februari 1906 i Barmen, död 16 augusti 1969 i Frankfurt am Main, var en tysk skådespelare. Han filmdebuterade 1930, men först 1936 började han få större roller hos UFA.

## Filmografi, urval
- 1940 – Isabel och kärleken
- 1940 – Smekmånad på prov
- 1941 – Kameraden
- 1942 – Det regnar musik
- 1942 – Rembrandt – målaren och hans modeller
- 1959 – Natt efter natt efter natt
- 1960 – Doktor Mabuses 1000 ögon